# 列斯聯最偉大的100名球員
列斯聯最偉大的100名球員是指的官方網站選出了史上最偉大的100名球員。

## 列表
| - 1.比利·布藍拿 《1960-1976》 - 2.约翰·查尔斯 《1949-1957, 1962》 - 3.埃迪·格雷（Eddie Gray） 《1965-1984》 - 4.波比·哥連斯 《1962-1967》 - 5.阿兰·克拉克 《1969-1978》 - 6.杰克·查尔顿 《1953-1973》 - 7.诺曼·亨特（Norman Hunter） 《1962-1976》 - 8.保罗·利尼（Paul Reaney） 《1962-1977》 - 9.彼得·羅利馬 《1962-1979, 1983-1986》 - 10.米克·琼斯（Mick Jones） 《1967-1975》 - 11.尊尼·基路士 《1963-1975》 - 12.保羅·馬德雷（Paul Madeley） 《1963-1980》 - 13.特里·库珀（Terry Cooper） 《1964-1975》 - 14.哥頓·史特根 《1989-1995》 - 15.尼祖·馬田 《1996-2003》 - 16.盧卡斯·拉迪比 《1994-2005》 - 17.艾伯特·約翰內斯遜（Albert Johanneson） 《1961-1970》 - 18.托尼·科里（Tony Currie） 《1976-1979》 - 19.格蘭維爾·夏亞（Grenville Hair） 《1948–1964》 - 20.祖·佐敦 《1971-1978》 - 21.米克·碧斯（Mick Bates） 《1964-1976》 - 22.加利·麥亞里士打 《1990-1996》 - 23.加利·史必 《1988-1996》 - 24.加利·基利（Gary Kelly） 《1991–2007》 - 25.占美·哈索賓基 《1997-1999》 | - 26.馬克·維杜卡 《2000-2004》 - 27.李·卓文（Lee Chapman） 《1990-1993, 1996》 - 28.加里·斯普拉克（Gary Sprake） 《1962-1973》 - 29.鄧肯·麥堅時 《1974-1976》 - 30.特雷弗·彻利（Trevor Cherry） 《1972-1982》 - 31.阿倫·史密夫 《1998-2004》 - 32.大衛·夏菲（David Harvey） 《1968-1980》 - 33.托尼·多里戈（Tony Dorigo） 《1991-1997》 - 34.戴维·巴蒂（David Batty） 《1987-93, 1998-2004》 - 35.艾力·簡東拿 《1992》 - 36.梅尔·斯特兰（Mel Sterland） 《1989-1993》 - 37.東尼·耶保亞 《1995-1997》 - 38.莊拿芬·活基治 《1997-2003》 - 39.李·保耶 《1996-2003》 - 40.默文·戴（Mervyn Day） 《1985-1993》 - 41.哈利·基維爾 《1996-2003》 - 42.里奧·費迪南 《2000-2002》 - 43.乔登·麦克奎因（Gordon McQueen） 《1973-1978》 - 44.多明尼·馬迪奥 《2000-2004》 - 45.迈克尔·布里奇斯 《1999-2004》 - 46.伊恩·夏迪 《1995-2004》 - 47.唐·李维 《1958-1961》 - 48.布莱恩·格林霍夫（Brian Greenhoff） 《1979-1982》 - 49.克里斯·花哥夫（Chris Fairclough） 《1989-1995》 - 50.约翰·鲁奇克（John Lukic） 《1979-1983》 | - 51.弗兰克·格雷（Frank Gray） 《1973-79, 1981-85》 - 52.伊姆雷·韋雲迪（Imre Varadi） 《有待查證》 - 53.洛·華萊士（Rod Wallace） 《1991-1998》 - 54.保羅·羅賓遜 《1997–2004》 - 55.亞瑟·格拉咸（Arthur Graham） 《1977-1983》 - 56.安迪·雷治（Andy Ritchie） 《1983-1987》 - 57.羅比·堅尼 《2000-2002》 - 58.白賴仁·芬尼（Brian Flynn） 《1977-1982》 - 59.約翰·謝里登（John Sheridan） 《1982-1989》 - 60.韋利·鍾斯（Vinnie Jones） 《1989-1990》 - 61.大衛·韋瑟羅爾 《1991-1999》 - 62.（Tom Jennings） 《1925-1931》 - 63.（Charlie Keetley） 《1927-1934》 - 64.（Ian Snodin） 《1985-1987》 - 65.（Kenny Burns） 《1981-1984》 - 66.（Scott Sellars） 《1983-1986》 - 67.（Brian Deane） 《1993–1997》 - 68.（Carl Harris） 《有待查證》 - 69.（Noel Whelan） 《1993-1995》 - 70.（John Hendrie） 《1989–1990》 - 71.（Danny Mills） 《1999–2004》 - 72.（Russell Wainscoat） 《1925-1931》 - 73.（Carl Shutt） 《19??–1993》 - 74.羅比·科拿 《2001-2003》 - 75.（Neil Aspin） 《1981–1989》 | - 76.（Alex Sabella） 《1980-1981》 - 77.（David Rocastle） 《1992-1993》 - 78.（Ernie Hart） 《有待查證》 - 79.（Tommy Wright） 《1982-1986》 - 80.（Jimmy Dunn） 《1947-1959》 - 81.伊恩·拜特 《1985–1987》 - 82.（Paul Hart） 《1978–1983》 - 83.（John Milburn） 《有待查證》 - 84.（Terry Connor） 《有待查證》 - 85.（John McClelland） 《有待查證》 - 86.（Alf-Inge Haaland） 《1997-2000》 - 87.（Chris Kamara） 《1990-1991》 - 88.（Kevin Hird） 《有待查證》 - 89.（Chris Whyte） 《1990-1993》 - 90.（Frank Worthington） 《1982》 - 91.（Mike O'Grady） 《有待查證》 - 92.（Willie Bell） 《有待查證》 - 93.（Brendan Ormsby） 《1986-1990》 - 94.（Bobby Davison） 《1987-1992》 - 95.（David Stewart） 《有待查證》 - 96.（Ray Hankin） 《1976-1980》 - 97.（Peter Haddock） 《1979-1986, 1988》 - 98.（Eric Kerfoot） 《有待查證》 - 99.（Willis Edwards） 《1925-1943》 - 100.（Tomas Brolin） 《1997》 |